# Хоффс, Сюзанна
Сюза́нна Ли Хоффс (англ. Susanna Lee Hoffs; 17 января 1959, Лос-Анджелес, Калифорния, США) — американская певица, гитаристка и актриса

.

## Биография
Сюзанна Ли Хоффс родилась 17 января 1959 года в Лос-Анджелесе (штат Калифорния, США) в еврейской семье. Её отец, Джошуа Аллен Хоффс, был психоаналитиком, а её мать — режиссёр Тэймар Рут Саймон-Хоффс (род. 1934). У Сюзанны есть два брата — старший Джон Хоффс (род. 1957) и младший Джесси Хоффс (род. 1961). Её мать играла музыку «The Beatles» дочери, когда та была ребёнком, и она начала играть на гитаре в подростковом возрасте. Хоффс окончила среднюю школу Палисадес в Тихоокеанском регионе Палисадес, Лос-Анджелес, в 1976 году. Во время учёбы в колледже она работала ассистентом производства и дебютировала в кино в 1978 году в фильме «Каменный остров».
В 1980 году Хоффс окончила Калифорнийский университет в Беркли со степенью бакалавра в области искусства. Когда она поступила в Беркли, она была поклонницей классических рок-групп, которые играли на больших стадионах. Будучи студенткой в Беркли, она присутствовала на заключительном шоу «Sex Pistols» в Бундле Вандленда и на концерте Патти Смит. Воздействие панк-рока изменило её карьерные цели от танцовщицы до музыканта в группе. В конце концов она присоединилась к Вики и Дебби Питерсон и вместе они создали музыкальную поп-группу «The Bangles».
С 17 апреля 1993 года Сюзанна замужем за режиссёром Джеем Роучем. У супругов есть два сына — Джексон Уайли Роуч (род. 09.02.1995) и Сэм Рэйфилд Роуч (род. 10.11.1998).

## Избранная фильмография
| Год  |     | Русское название                                      | Оригинальное название                       | Роль             |
| ---- | --- | ----------------------------------------------------- | ------------------------------------------- | ---------------- |
| 1982 | кор | Стрижка                                               | The Haircut                                 | дочь Бобби Руссо |
| 1997 | ф   | Остин Пауэрс: Человек-загадка международного масштаба | Austin Powers: International Man of Mystery | Джиллиан Шагуэл  |
| 2002 | ф   | Остин Пауэрс: Голдмембер                              | Austin Powers in Goldmember                 | Джиллиан Шагуэл  |

## Дискография

### The Bangles
- All Over the Place (1984)
- Different Light (1986)
- Everything (1988)
- Doll Revolution (2003)
- Sweetheart of the Sun (2011)

### Сольные альбомы
- When You're a Boy[англ.] (1991)
- Susanna Hoffs[англ.] (1996)
- Someday[англ.] (2012)

### Matthew Sweet and Susanna Hoffs
Альбомы кавер-версий, записанные совместно с американским музыкантом Мэттью Свитом:
- Under the Covers, Vol. 1[англ.] (2006)
- Under the Covers, Vol. 2[англ.] (2009)
- Under the Covers, Vol. 3[англ.] (2013)[8]